# Прапор Ізюмського району
Пра́пор Ізю́мського райо́ну — офіційний символ Ізюмського району Харківської області, затверджений 25 вересня 2002 року рішенням сесії Ізюмської районної ради XXIV скликання.

## Опис
Прапор являє собою прямокутне полотнище (відношення ширини до довжини 2:3) малинового кольору із зображенням у його центральній частині герба району. Висота гербового щита дорівнює половині ширини прапора, що є двостороннім. На гербі зображено три виноградні грона та зелені листки.